# Patrice Warrener

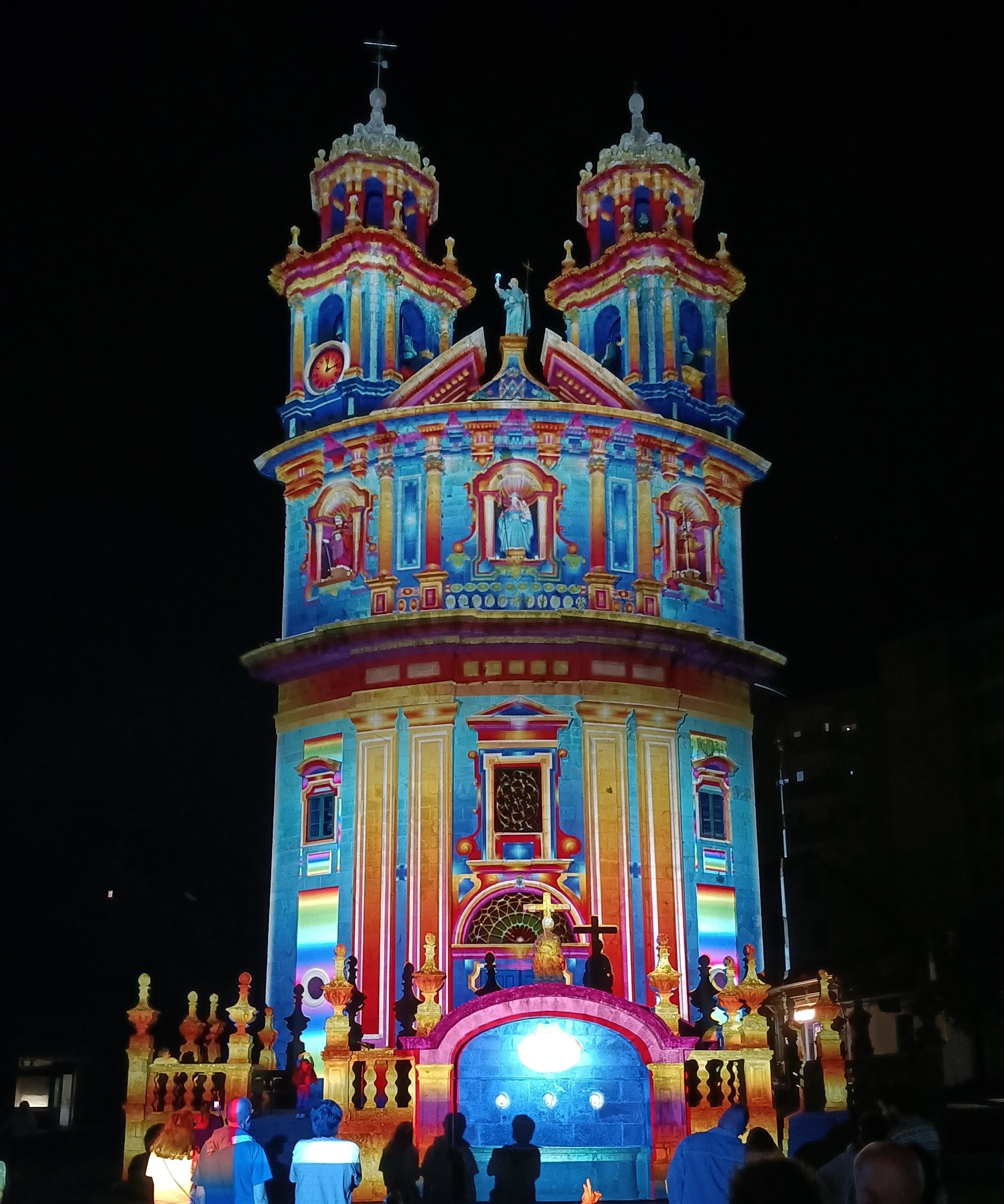
Troisième projection, église de la Vierge Pèlerine, Pontevedra.

Patrice Warrener est un artiste d'illuminations architecturales français, principalement connu pour son système d'illumination polychromatique Chromolithe. Warrener a réalisé plus de soixante installations chromolithiques au cours des quinze dernières années, illuminant des bâtiments dans près d'une douzaine de pays différents. Le travail de Warrener a influencé le nombre croissant de fêtes des lumières dans de nombreuses villes classées au patrimoine mondial à travers le monde.
Formé comme imprimeur, Patrice s'est imposé dans le monde des spectacles lumineux : d'abord avec la coopérative française Open Light, puis avec sa collaboration avec le musicien anglais et pionnier de la musique électronique, Tim Blake, avec qui il a introduit les effets Laser Lighting dans leurs spectacles Crystal Machine au début des années 1970.
En 2016, Warrener a illuminé la façade de l'abbaye de Westminster à Londres avec une lumière colorée projetée sur des statues dans le cadre du Festival Lumiere (en).
Du 20 au 22 juin 2025, Patrice Warrener a illuminé l'emblématique église de la Vierge Pèlerine dans la ville espagnole de Pontevedra, pendant les trois premiers jours de la 32e édition de la Biennale internationale d'art de Pontevedra.

## Chromolithe
Les installations Chromolithe ont été réalisées pour des cathédrales et des églises, des édifices publics historiques, des musées d'art moderne et même des banques.
Le processus « chromolithe » commence par la collecte de données, à l'aide d'une chambre photographique spécialement construite, des mois de travail artistique méticuleux sur des écrans d'ordinateur, et enfin la reprojection de l'image, imprimée sur des plaques photographiques de 24 × 24 cm, sur l'édifice à partir d'une série de projecteurs au xénon de 6 000 kVA fabriqués sur mesure, discrètement placés, de manière à rendre la source lumineuse invisible.
Certaines des cathédrales et des édifices gothiques sculptés qui ont été « chromolithographiés » étaient à l'origine peints. Ainsi, l’œuvre de Warrener peut être considérée comme une restauration d'édifices patrimoniaux.

## Galerie

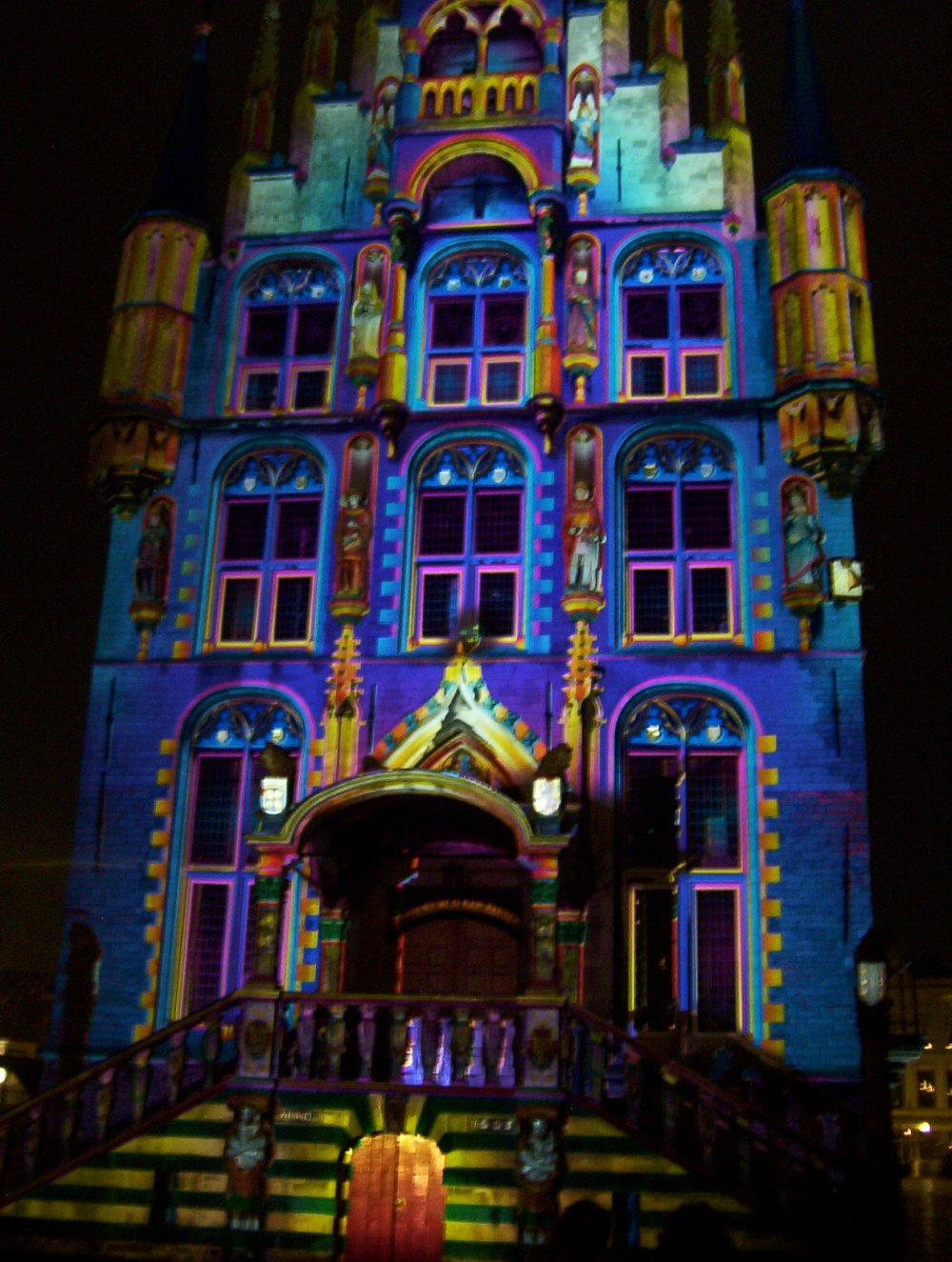
Première projection, hôtel de ville de Gouda.
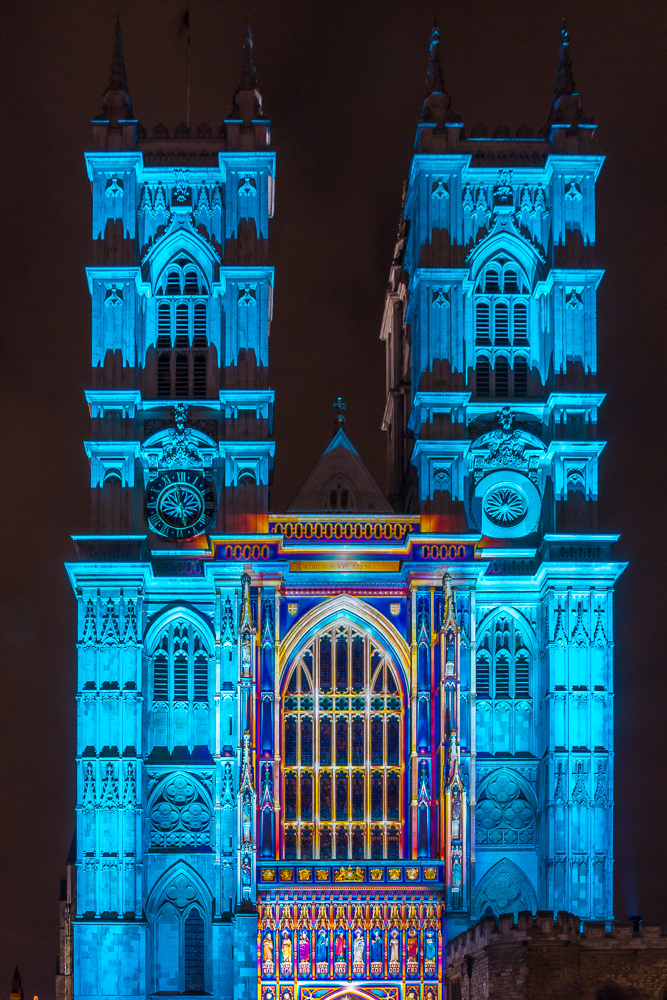
Lumière colorée projetée sur l'abbaye de Westminster.
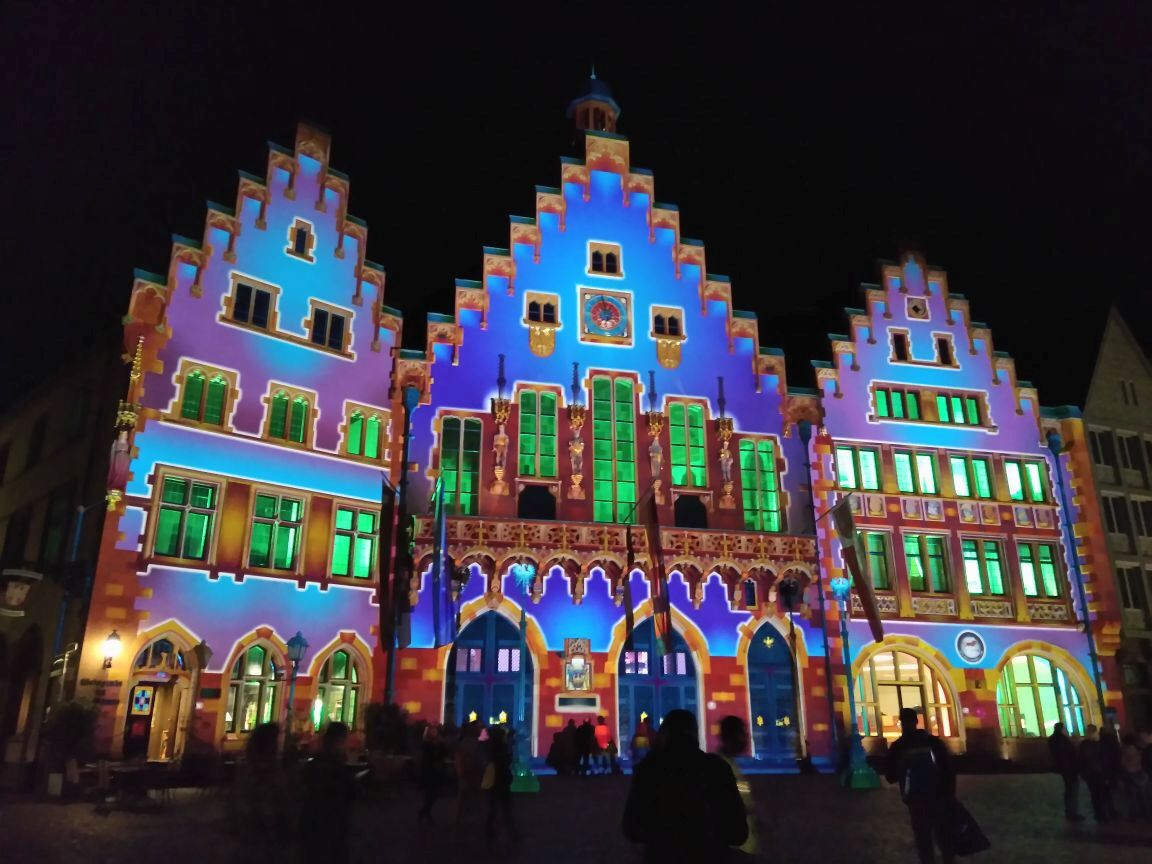
Römerberg (Francfort), octobre 2017.